# Charles Clary

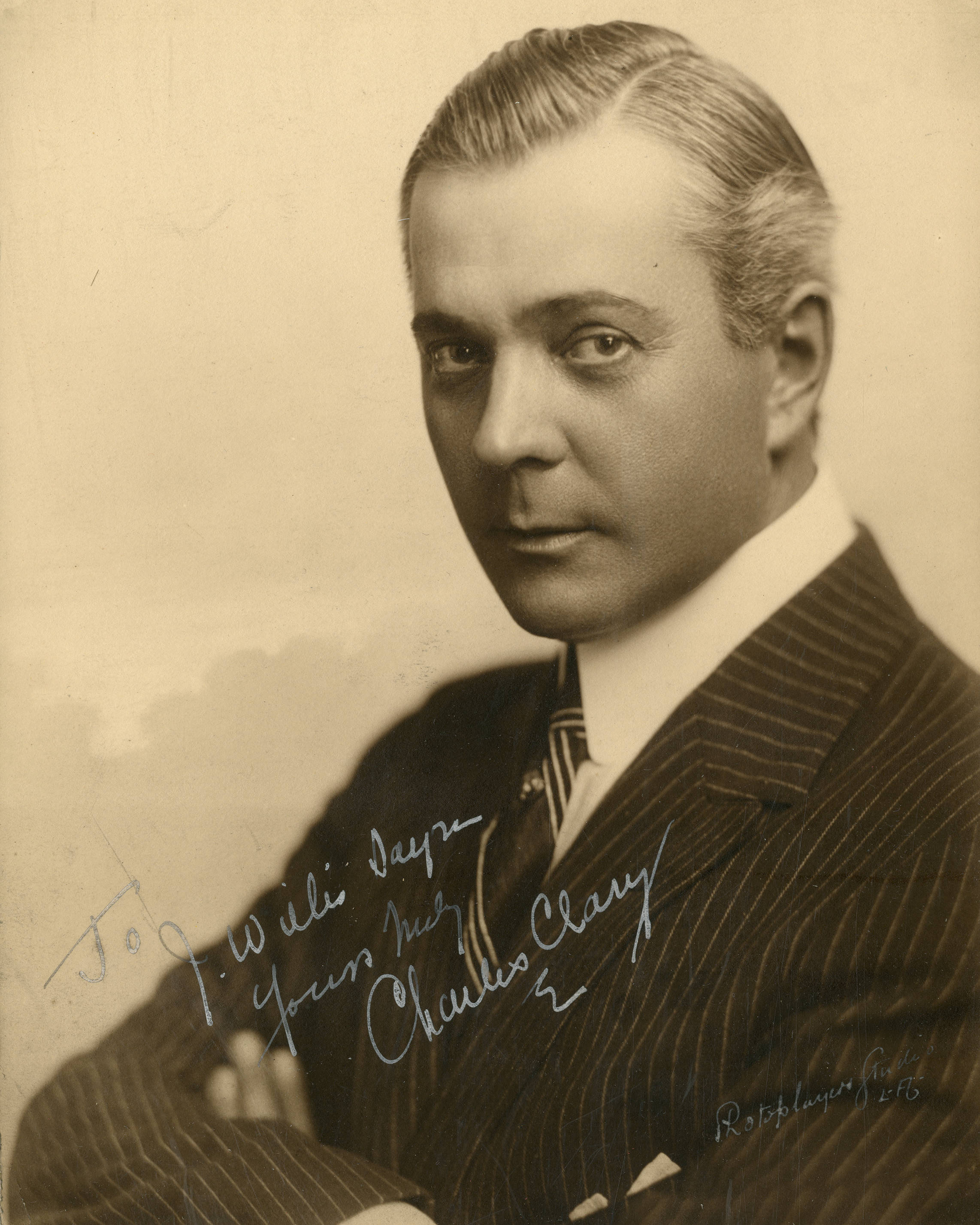
Charles Clary (1915)

Charles Parker Clary (* 24. März 1873 in Charleston, Illinois; † 24. März 1931 in Los Angeles, Kalifornien) war ein US-amerikanischer Schauspieler der Stummfilmära, der zwischen 1910 und 1930 in mehr als 200 Filmen mitwirkte.

## Leben
Charley Clary begann seine Laufbahn als Bühnenschauspieler. Als solcher tourte er mit Theatergruppen durch die gesamten Vereinigten Staaten, ehe er 1910 im Rahmen eines Auftritts in Los Angeles die Selig Polyscope Company besuchte. Clary gefiel die Arbeit beim Film, worauf er bei Selig unter Vertrag genommen wurde und so eine Laufbahn als Filmschauspieler einschlug.
In den kommenden 20 Jahren wurde Charles Clary zu einem vielbeschäftigten Darsteller, zumeist als Vater der Hauptdarstellerin oder in der Rolle von Respektspersonen wie Anwälte oder Militärs. 1916 spielte er Le Tremouille in Cecil B. DeMilles Historienfilm Joan the Woman. 1920 war Clary in einer Hauptrolle als Dr. Ferris im Drama The Penalty an der Seite von Lon Chaney senior zu sehen. 1930 hatte er in Kismet seinen letzten Auftritt. Die Internet Movie Database verzeichnet insgesamt 236 Filme mit Clarys Beteiligung, zumeist unter der Produktion der Selig Polyscope Company sowie der Fine Arts Film Company. Zudem betätigte er sich auch weiterhin als Bühnenschauspieler und trat so unter anderem am Broadway auf.
Charles Clary war mit Margaret Bechtel verheiratet und hatte mit ihr einen gemeinsamen Sohn. Er starb am 24. März 1931 – seinem 58. Geburtstag – nach vierjähriger Krankheit in seiner Wohnung in Los Angeles. Clary wurde auf dem Lake View Cemetery in Seattle bestattet.

## Filmografie (Auswahl)
- 1911: Brown of Harvard
- 1915: The Carpet from Bagdad
- 1916: Joan the Woman
- 1917: The Innocent Sinner
- 1917: The Honor System
- 1917: A Tale of Two Cities
- 1917: Madame Du Barry
- 1917: The Silent Lie
- 1917: The Conqueror
- 1917: The Rose of Blood
- 1919: The Man Hunter
- 1919: The Day She Paid
- 1920: The Woman in Room 13
- 1920: The Penalty
- 1921: The Sea Lion
- 1921: The Hole in the Wall
- 1922: Heroes and Husbands
- 1923: Prodigal Daughters
- 1923: Sechs bange Tage (Six Days)
- 1924: In Erpresserhänden (The Whispered Name)
- 1924: On Time
- 1924: Verwöhnte junge Damen (Empty Hands)
- 1925: The Golden Bed
- 1925: The Coast of Folly
- 1926: Der Wolgaschiffer (The Volga Boatman)
- 1926: The Blind Goddess
- 1926: Beverly of Graustark
- 1926: Mighty Like a Moose
- 1927: Das Galeerenschiff (When a Man Loves)
- 1927: 1000 PS (Man Power)
- 1927: Pretty Clothes
- 1928: Jazz Mad
- 1929: Sailor’s Holiday
- 1930: Der Heldenritt im wilden Westen (Lucky Larkin)
- 1930: Kismet